# Silverflutes: Musik für eine klangvolle Reise - Vol. 2
Silverflutes: Musik für eine klangvolle Reise - Vol. 2 è un album delle Silberflöten pubblicato in Germania dall'Aurophon nel 1991 per la Lufthansa. 

## Il disco
L'album ha una cover del brano Luci e colori di Venezia tratto dall'album Masquerade dei Rondò Veneziano del 1989.

### Registrazione
- Mozarteum Studio di Praga
  - George Strohner, Karel Hodr - ingegnere del suono

## Tracce
1. Black Haired Beauty/Les cheveux noirs (Jan Hrábek e Thomas Mustac) - 4:21
2. Little White Cloud/Le petit nuage blanc (Jan Hrábek) - 5:30
3. The Anemones/Les anémones (Jan Hrábek) - 5:28
4. Stories of Mother Goose/Contes de ma mère l'oie (Jan Hrábek) - 5:15
5. You're Still a Part of Me/Je suis encore frappé de toi (Jan Hrábek) - 5:28
6. Silverflutes 2/Les flûtes brillantes 2 (Jan Hrábek) - 2:37
7. Head Over Heels in Love/Le coup de foudre (Jan Hrábek e Thomas Mustac) - 4:00
8. Soaring Larks/L'alouette (Jan Hrábek) - 5:14
9. Starshine/Le clair des étoiles (Jan Hrábek) - 4:23
10. Rose Hip Petals/Les pétales du rosier sauvage (Jan Hrábek) - 4:30
11. Lights and Colours of Venice/Lumières et couleurs de Venise (Gian Piero Reverberi e Ivano Pavesi) - 4:40